# 서주 (중국)
서주(徐州)는 현재의 산둥성 동남부와 장강 북부의 장쑤성 일대에 존재한 중국 역사상의 옛 행정 구역이며, 구주 중 한 곳으로 전해 내려오는 지역이다. 후한 13주 중 한 지역이며, 중심지는 후한까지 담현(郯縣, 현재의 산둥 성 린이 시 탄청 현)이었으나, 위나라 이후 팽성(彭城, 현재의 쉬저우시)로 옮겨졌다.

## 연혁

### 전한
군현제를 정비한 전한 무제가 전국을 14개 주로 나누면서 설치되었다.
낭야군(琅邪郡) · 동해군(東海郡) · 임회군(臨淮郡) · 사수국(泗水國) · 광릉국(廣陵國) · 초국(楚國)

### 후한
140년(후한 순제 영화 5년) 기준으로 담현에 중심지를 두었다. 후한말 복양 전투이후 서주를 점령한 여포가 하비에 주둔하면서 서주의 중심지가 하비로 옮겨졌다. 조조의 서주 침공당시 조조군이 벌인 학살로 인해 수많은 서주의 주민들이 동오, 촉한등으로 이주했다.
동해군(東海郡) · 낭야국(琅邪國) · 팽성국(彭城國) · 광릉군(廣陵郡) · 하비국(下邳國) · 이성군(利城郡) · 성양군(城陽郡) · 동완군(東莞郡) · 동안군(東安郡) · 동성군(東城郡)

### 조위
주의 중심지가 팽성으로 옮겨졌다.
하비군(下邳郡) · 팽성국(彭城國) · 동해국(東海國) · 낭야국(琅邪國) · 동관군(東莞郡) · 광릉군(廣陵郡)

### 서진
서진대 서주는 7군 61현 81,021호를 거느렸다. 진 혜제이후 난릉군, 동안군, 회릉군, 당읍군이 신설되었다.
팽성국(彭城國) · 하비국(下邳國) · 동해국(東海國) · 낭야국(琅邪國) · 동완군(東莞郡) · 광릉군(廣陵郡) · 임회군(臨淮郡) · 난릉군(蘭陵郡) · 동안군(東安郡) · 회릉군(淮陵郡) · 당읍군(堂邑郡)

### 동진, 유송
영가의 난이후 회수이북지역이 후조에게 점령당하고, 회수 이남에 있던 광릉군, 당읍군 일대에 회수이북 서주를 포함한 중국 화북지역 주민들이 정착하면서 서주의 치소가 광릉(현재의 장쑤성 양저우시)으로 옮겨졌다. 이렇게 교치된 서주는 남서주 문서를 참조할 것.
이후 비수대전에서 승리한 동진은 411년(진 안제 의희 7년) 북벌로 얻은 회수 이북의 서주지역을 수복했고 그 자리에 북서주(北徐州)를 두었다. 이 북서주는 421년(유송 무제 영초 2년) 서주로 개명되었다. 본래 중심지는 팽성에 두었으나 유송 명제 태시연간 북위의 공격으로 송나라가 회수 이북 전역을 상실하며 관할지의 거의 전부를 상실했다. 북위의 침공 이후 중심지는 종리(鍾離, 현재의 안후이성 추저우시 펑양현 임회관진(臨淮關鎭))에 두었다. 472년(유송 명제 태예 원년) 중심지가 구현(朐縣, 현재의 장쑤성 롄윈강시)로 옮겨졌다. 473년(유송 후폐제 원휘 원년) 일부지역이 북서주로 분리되었다. 북위의 침공 이전까지 서주는 12군 34현 23,485호 175,967명을 거느렸다. 침공 이후 3군 9현만을 통치하게 되었다.
팽성군(彭城郡) · 패군(沛郡) · 하비군(下邳郡) · 난릉군(蘭陵郡) · 동해군(東海郡) · 동완군(東莞郡) · 동안군(東安郡) · 낭야군(琅邪郡) · 회양군(淮陽郡) · 양평군(陽平郡) · 제음군(濟陰郡) · 북제음군(北濟陰郡) · 종리군(鍾離郡) · 마두군(馬頭郡) · 신창군(新昌郡)

### 북위
일부지역이 525년(북위 효명제 효창 원년) 동서주, 527년(북위 효장제 영안 2년), 북서주 등으로 분리되며 주역이 축소되었다. 동위 시기 서주는 7군 24현 37,812호 108,787명을 거느렸다. 중심지는 팽성에 두었다.

팽성군(彭城郡) · 남양평군(南陽平郡) · 번군(蕃郡) · 패군(沛郡) · 난릉군(蘭陵郡) · 북제음군(北濟陰郡) · 탕군(碭郡)
1. ↑  《삼국지》 7권 위서 제7 여포장홍전 여포
2. ↑  《진서》 15권 지 제5 지리지 下 서주
3. ↑  《송서》 35권 지 제25 주군지 1 남서주
4. ↑  《송서》 35권 지 제25 주군지 1 서주
5. ↑  《위서》 106권 中 지 제2 中 지형지 中 서주